# 2,4,6-三氨基嘧啶
2,4,6-三氨基嘧啶是一种含氮有机化合物，化学式C
4H
7N
5，可由丙二腈与胍在乙醇溶剂中，甲醇钠存在下合成。